# Oblast Schumen
| Basisdaten          | Basisdaten                  |
| ------------------- | --------------------------- |
| Region:             | Nordostbulgarien            |
| Verwaltungssitz:    | Schumen                     |
| Fläche:             | 3.390 km²                   |
| Einwohner:          | 149.628 (31. Dezember 2022) |
| Bevölkerungsdichte: | 44,1 Einwohner je km²       |
| NUTS:BG-Code:       | BG333                       |
| Karte               |                             |
| Karte               |                             |

Die Oblast Schumen (bulgarisch Област Шумен, türkisch Şumnu ili) ist eine Verwaltungseinheit im Nordosten Bulgariens. Die größte Stadt der Region ist das gleichnamige Schumen.

## Bevölkerung
In der Oblast (Bezirk) Schumen leben 149.628 Einwohner auf einer Fläche von 3390 km².

## Städte
| Stadt          | Bulgarischer Name | Einwohner (31. Dezember 2022) |
| -------------- | ----------------- | ----------------------------- |
| Schumen        | Шумен             | 67.300                        |
| Nowi Pasar     | Нови пазар        | 10.167                        |
| Weliki Preslaw | Велики Преслав    | 5.821                         |
| Smjadowo       | Смядово           | 3.383                         |
| Kaspitschan    | Каспичан          | 2.469                         |
| Warbiza        | Върбица           | 2.370                         |
| Kaolinowo      | Каолиново         | 1.296                         |
| Pliska         | Плиска            | 775                           |